# 中国植物园列表
中国植物园列表列出中国大陆地区的植物园。

## 华北

### 北京
- 国家植物园（由原北京植物园和中国科学院北京植物园合并而成）北京市海淀区香山街道
- 北京药用植物园 北京市海淀区西北旺
- 北京教学植物园 北京市东城区龙潭湖南侧

### 河北
- 石家庄市植物园 河北省石家庄市

### 山西
- 五台山树木园 山西省五台县台环镇
- 雁北半干旱植物园 山西省怀仁县雁北地区林科所

### 内蒙古
- 呼和浩特树木园 内蒙古呼和浩特市新建东街
- 呼和浩特植物园 内蒙古呼和浩特市钢铁路
- 杜鹃村植物园 内蒙古鄂伦舂旗克一河镇
- 赤峰树木园 内蒙古赤峰市
- 包头园林科研所树木园 内蒙古包头市
- 磴口沙生植物园 内蒙古磴口县巴彦高勒

## 东北

### 黑龙江
- 黑龙江森林植物园 黑龙江省哈尔滨市哈平路
- 小兴安岭森林树木园 黑龙江省伊春市北山
- 黑龙江石河树木园 黑龙江省牡丹江市
- 八一农垦大学野生经济植物园 黑龙江省密山市裴德镇

### 吉林
- 长春森林植物园 吉林省长春市南岭
- 长春市动植物园 吉林省长春市南岭自由大道
- 浑江树木园 吉林省浑江市
- 长白山植物园 吉林省延吉市延龙路

### 辽宁
- 沈阳应用生态所植物园 辽宁省沈阳市东陵区万柳塘路
- 沈阳园林科学研究院树木园 辽宁省沈阳市青年大街
- 沈阳植物园 辽宁省沈阳市东陵区双园路
- 沈阳药科大学药用植物园 辽宁省沈阳市文化路
- 熊岳树木园 辽宁省盖县熊岳镇
- 营口植物园 辽宁省营口市园林管理处
- 鞍山二一九植物园 辽宁省鞍山市二一九公园
- 大连植物园 辽宁省大连市望海街

## 华东

### 上海
- 上海植物园 上海市龙吴路
- 上海辰山植物园[[[Wikipedia:格式手册/链接#章節|錨點失效]]] 上海市松江区辰花公路
- 第二军医大学药用植物园 上海市杨浦区国和路

### 江苏
- 南京中山植物园 江苏省南京市中山门外
- 南京林业大学树木园 江苏省南京市韶山路
- 中国药科大学药用植物园 江苏省南京市中央门外吉祥庵
- 南京市药用植物园 江苏省南京市龙盘路环湖村
- 无锡太湖观赏植物园 江苏省无锡市湖滨路
- 如东耐盐植物园 江苏省如东县北坎垦区
- 东台市沿海特种经济植物园 江苏省东台市梁垛县河闸

### 山东
- 济南植物园 山东省济南市经十路
- 山东林业学校树木园 山东省泰安市北关头
- 青岛植物园 山东省青岛市郧阳路
- 德州植物园 山东省德州市湖滨北路
- 山东临沂动植物园 山东省临沂

### 安徽
- 合肥植物园 安徽省合肥市环湖路
- 安徽生物所植物园 安徽省合肥市濉溪路西
- 黄山树木园 安徽省黄山市汤口镇
- 九华山植物园 安徽省青阳县九华山管理处

### 浙江
- 杭州植物园 浙江省杭州市玉泉桃源岭
- 浙江大学植物园 浙江省杭州市华家池
- 杭州药物园 浙江省杭州市西溪路13l号
- 舟山市海岛引种驯化树木园 浙江省舟山市定海区陵园路
- 温州植物园 浙江省温州市锦山
- 浙江竹类植物园 浙江省杭州市西郊留下
- 安吉竹种园 浙江省安吉县灵峰寺林场
- 中国林业科学研究院亚热带林业研究所所树木园 浙江省富阳县亚林所
- 华东药用植物园 丽水市莲都区城北街11号

### 江西
- 中国科学院庐山植物园 江西省庐山含鄱口
- 江西林科所树木园 江西省南昌市麦园
- 大岗山树木园 江西省分宜县
- 赣南树木园 江西省上犹县陡水镇
- 上饶市植物园 江西省上饶市
- 婺源县植物园 江西省婺源县

### 福建
- 厦门植物园 福建省厦门市万石山
- 厦门华侨亚热带植物引种园 福建省厦门市鼓浪屿鼓声路
- 福州树木园 福建省福州市新店镇
- 来舟珍稀树木园 福建省南平市来舟镇

## 华中

### 河南
- 郑州植物园 河南省郑州市中原区中原西路和西四环交叉口向南500米路东
- 洛阳植物园 河南省洛阳市长江路南昌路口
- 黄河游览区植物园 河南省郑州市黄河南岸1号
- 鸡公山树木园 河南省信阳市鸡公山自然保护区管理局

### 湖北
- 中国科学院武汉植物园 湖北省武汉市武昌磨山
- 武汉大学树木园 湖北省武汉市武昌珞珈山
- 宜昌市三峡植物园 湖北省宜昌市
- 东湖磨山园林植物园 湖北省武汉市洪山区关山街

### 湖南
- 湖南森林植物园 湖南省长沙市南郊
- 南岳树木园 湖南省衡阳市南岳镇
- 张家界树木园 湖南省大庸县
- 南岭植物园（湖南省森林植物园南岭分园） 湖南省彬州地区林科所

## 华南

### 广东
- 中国科学院华南植物园 广东省广州市沙河龙洞
- 鼎湖山树木园 广东省肇庆市
- 深圳市中国科学院仙湖植物园 广东省深圳市莲塘
- 南亚热带植物园 广东省湛江市湖光岩
- 深圳龙岗植物园 广东省深圳市龙岗镇

### 广西
- 桂林植物园 广西壮族自治区桂林市雁山
- 广西药用植物园 广西壮族自治区南宁市茅桥
- 南宁人民公园荫生观叶植物园 广西壮族自治区南宁市
- 南宁树木园 广西壮族自治区南宁市友谊路
- 广西柳州岩溶植物园 广西壮族自治区柳州市
- 广西石山树木园 广西壮族自治区凭祥市大青山实验局
- 中国林业科学院广西夏石树木园 广西壮族自治区凭祥市夏石镇

### 海南
- 海南热带经济植物园 海南省儋县那大镇
- 海南林科所树木园 海南省屯昌县枫林镇
- 兴隆热带植物园 海南省万宁市兴隆农场
- 兴隆热带花园 海南省万宁市兴隆华侨农场
- 尖峰岭热带植物园 海南省乐东县尖峰岭

## 西北

### 陕西
- 西安植物园 陕西省西安市翠华南路
- 秦岭国家植物园[1] 陕西省西安市周至县
- 宝鸡植物园 陕西省宝鸡市潭福路
- 延安树木园 陕西省延安市杨家湾
- 榆林沙地植物园 陕西省榆林市治沙所内
- 榆林卧云山民办植物园 陕西省榆林市古塔乡
- 榆林市黑龙潭山地树木园 陕西省榆林市镇川镇黑龙潭

### 甘肃
- 兰州树木园 甘肃省兰州市九州台
- 兰州旱生植物园 甘肃省兰州市北塔山
- 民勤沙生植物园 甘肃省民勤县
- 麦积山树木园 甘肃省天水市北道区小陇山

### 宁夏
- 银川植物园 宁夏银川市南郊
- 西吉植物园 宁夏银川林科所转
- 盐池沙地旱地树木园 宁夏盐池县城郊
- 沙坡头植物园 宁夏中卫县

### 新疆
- 中国科学院吐鲁番沙漠植物园 新疆吐鲁番市恰特卡勒乡
- 乌鲁木齐市植物园 新疆乌鲁木齐市北郊三宫
- 新疆林科所石河子植物园 新疆石河子市
- 伊犁地区林科所树木园 新疆伊宁市飞机场街53号

### 青海
- 西宁植物园 青海省西宁市新宁路

## 西南

### 四川
- 华西亚高山植物园 四川省都江堰市
- 成都植物园 四川省成都市天回镇

### 重庆
- 重庆市花卉园 重庆市江北县龙溪镇
- 重庆市植物园 重庆市北碚区缙云山
- 重庆市药用植物园 重庆市南川三泉镇

### 贵州
- 贵州植物园 贵州省贵阳市六冲关
- 贵州林科院树木园 贵州省贵阳市
- 贵阳药用植物园 贵州省贵阳市沙冲路
- 贵州凯里树木园 贵州省凯里市
- 贵州遵义市树木园 贵州省遵义市
- 东风森林植物园 贵州省黎平县林业局

### 云南
- 昆明植物园 云南省昆明市黑龙潭
- 昆明园林植物园 云南省昆明市金殿
- 西双版纳热带植物园 云南省勐腊县勐仑镇
- 西双版纳热带花卉园 云南省景洪市允景洪镇
- 西双版纳药用植物园 云南省景洪市西路
- 开远热带植物园 云南省开远市南郊
- 维西永春雪山植物园 云南省迪庆藏族自治州维西县
- 中甸高山植物园 云南省中甸

1. ↑  .   [2022-04-24]. （原始内容存档于2022-03-18）.